# Évelyne Diatta
Évelyne Diatta (ur. 3 lutego 1976) – senegalska zapaśniczka walcząca w stylu wolnym. Zajęła czternaste miejsce na mistrzostwach świata w 2003. Złota medalistka igrzysk afrykańskich w 1999 i srebrna w 2003. Zdobyła cztery medale na mistrzostwach Afryki w latach 2000 – 2004.